# Pato Futsal
A Associação Esportiva Pato Futsal, referida como Pato Futsal ou somente Pato, é um clube de futsal brasileiro do município de Pato Branco, no sudoeste do Paraná. Fundada em 25 de agosto de 2010, está entre as principais equipes do país.
Mesmo muito jovem, o clube recebeu notoriedade nacional com o sucesso esportivo alcançado em poucos anos de projeto. Na sua sala de troféus, se destacam 2 Ligas Nacionais, 1 Taça Brasil, 1 Copa do Brasil, 1 Copa Sul e 3 títulos paranaenses. Não à toa, a torcida pato-branquense abraçou a equipe e sempre se faz presente mesmo em partidas fora de casa, com o lema "é tradição, não é moda".
Além de competir profissionalmente, o projeto inclui a formação de jovens talentos e possui uma das melhores categorias de base do país. Com forte mobilização para causas sociais, o Pato transcende as quatro linhas.

## História
A Associação Esportiva Pato Futsal surgiu após a extinção do antigo Clube Atlético Patobranquense, com o objetivo de manter viva a tradição do futsal em Pato Branco. Em seus primeiros anos de atividade, o clube já demonstrou grande competitividade, conquistando a segunda divisão do Campeonato Paranaense e os Jogos Abertos do Paraná. Em 2012, alcançou a elite estadual pela primeira vez. Contudo, dificuldades financeiras forçaram o time a se retirar da competição em 2014 e 2015. Retornando em 2016, sagrou-se campeão novamente do campeonato de acesso e foi promovido à primeira divisão, reafirmando sua força no cenário paranaense.
No ano seguinte, o Pato Futsal alcançou seu primeiro título paranaense, derrotando o rival Marreco no confronto que recebeu o nome "Clássico das Penas". A trajetória vitoriosa continuou em 2018, quando o clube conquistou a Taça Brasil de Futsal, o mais antigo torneio da modalidade no Brasil, ao vencer o Atlântico de Erechim em uma partida com presença massiva de sua torcida. Ainda naquele ano, conquistou pela primeira vez a Liga Nacional e se juntou à lista de campeões nacionais.

Já em 2019, o Pato repetiu o feito e conquistou o bicampeonato da Liga ao superar o Sorocaba nas finais, com atuações de gala. Seguindo seu histórico de conquistas, em 2022 a equipe venceu a Copa do Brasil e a primeira edição da Copa Paraná, evidenciando sua dominância no cenário estadual. Esta última foi decidida com uma vitória sobre o Campo Mourão, em jogo único realizado em Paranaguá.

Emblema utilizado pelo Pato até a temporada de 2016.

Na temporada seguinte, o clube garantiu seu segundo título do Campeonato Paranaense sobre o ACEL Chopinzinho, marcando a despedida das quadras do ídolo Sinôe. Em 2024, se manteve no topo e coroou sua campanha com o tricampeonato paranaense, vencendo o Umuarama. As duas equipes viriam a ser semifinalistas da Liga Nacional naquele ano.
O projeto Pato Futsal vai além das competições profissionais e dos resultados. O clube também é referência na formação de jovens talentos, com equipes nas categorias sub-17, sub-18 e sub-20 que levam mais de 50 atletas a representar Pato Branco em campeonatos regionais e estaduais. Além das quatro linhas, o Pato desenvolve ações solidárias e sociais, como o "Projeto Inspirando Gerações", que beneficia mais de 300 jovens em nove polos sociais do município, promovendo valores como união, disciplina e comprometimento por meio do esporte.
A trajetória de sucesso do Pato Futsal o coloca entre as principais equipes do futsal brasileiro, recebendo reconhecimento mundial ao ser nomeado, pelo AGLA Futsal Awards, o quinto melhor clube do mundo em 2018. Atualmente, continua a honrar sua cidade com boas campanhas e inspira futuras gerações, consolidando-se como um exemplo dentro e fora das quadras.

## Ginásio
O Ginásio Dolivar Lavarda, localizado em Pato Branco, Paraná, é a casa do Pato Futsal, uma das principais equipes da modalidade no Brasil. Inaugurado em 1984, o ginásio foi batizado em homenagem ao empresário Dolivar Lavarda (1946-2004), que participou da gestão dos tradicionais Clube Atlético Patobranquense e Grêmio Industrial Patobranquense, contribuindo para o desenvolvimento esportivo da região. Ao longo dos anos, o local se tornou um símbolo do esporte na cidade, abrigando competições de nível nacional e internacional, além de eventos comunitários e culturais.
Em 2017, o ginásio passou por um processo de revitalização, com o objetivo de modernizar suas instalações e atender aos padrões exigidos para a participação do Pato na Liga Nacional daquela temporada. As reformas incluíram a ampliação da quadra e nova pintura em todo espaço interno, além de melhorias na iluminação e outras intervenções estruturais. A partida inaugural entre Pato Futsal e Paranavaí, pelo Campeonato Paranaense, contou com cerimônia especial e grande público nas arquibancadas.
Com grande demanda por eventos esportivos e a limitação de capacidade do Dolivar Lavarda, a Prefeitura de Pato Branco iniciou a construção da Arena Cláudio Petrycoski, uma nova estrutura localizada às margens da BR-158. A nova arena, cuja primeira fase foi concluída em novembro de 2024, recebeu um investimento superior a 27 milhões de reais e projeta capacidade para 5.000 pessoas. Projetada para atender a padrões modernos de acessibilidade e conforto, a Arena oferecerá maior retorno financeiro para o Pato e deve atrair novos públicos para as arquibancadas.

## Rivalidades

### Clássicos estaduais
O Pato Futsal protagoniza uma das rivalidades mais intensas do Brasil contra o Marreco, equipe de Francisco Beltrão. O confronto, conhecido como "Clássico das Penas", transcende o esporte e reflete a histórica rivalidade regional entre as duas cidades vizinhas do sudoeste do Paraná. Os duelos costumam atrair grande público e são marcados por provocações entre as torcidas, sendo uma das partidas mais aguardadas tanto no Campeonato Paranaense quanto em competições nacionais.
Outra rivalidade significativa do Pato é com o Cascavel, clube que também conquistou a Liga Nacional e costuma chegar a fases decisivas em campeonatos de alto nível. Confrontos entre ambos ganharam dimensões maiores especialmente nos últimos anos, com as duas equipes frequentemente disputando os mesmos títulos.
Além de Marreco e Cascavel, o Pato mantém rivalidades com outras equipes paranaenses, como o Campo Mourão e o Umuarama — ambos franquias integrantes da Liga —, em clássicos que contribuem para o fortalecimento do futsal no Paraná.

### Clássicos nacionais
Sendo um clube jovem, o Pato Futsal ainda constrói rivalidades no âmbito nacional com equipes competitivas. Entre elas, clubes que enfrentou na decisão da Liga Nacional (Atlântico e Sorocaba) e da Taça Brasil (Praia Clube e Joinville), além de nomes tradicionais do esporte com os quais costuma fazer frente em partidas eliminatórias, como Jaraguá e Corinthians.

## Títulos
| NACIONAIS                | NACIONAIS                | NACIONAIS | NACIONAIS         |
|                          | Competição               | Títulos   | Temporadas        |
| ------------------------ | ------------------------ | --------- | ----------------- |
|                          | Liga Nacional de Futsal  | 2         | 2018 e 2019       |
|                          | Taça Brasil de Futsal    | 1         | 2018              |
| Brasil                   | Copa do Brasil de Futsal | 1         | 2022              |
| REGIONAIS                |                          |           |                   |
|                          | Competição               | Títulos   | Temporadas        |
| url=Região Sul do Brasil | Liga Sul de Futsal       | 1         | 2018              |
| ESTADUAIS                |                          |           |                   |
|                          | Competição               | Títulos   | Temporadas        |
| Paraná                   | Campeonato Paranaense    | 3         | 2017, 2023 e 2024 |
| Paraná                   | Copa Paraná de Futsal    | 1         | 2022              |

### Outras conquistas
- Campeonato Paranaense de Futsal - Chave Prata: 2011 e 2016
- Jogos Abertos do Paraná - Divisão A: 2023
- Jogos Abertos do Paraná - Divisão B: 2013
- Copa UNIASSELVI: 2019

### Campanhas de destaque
- Liga Nacional de Futsal: terceiro colocado em 2024
- Taça Brasil de Futsal: vice-campeão em 2023 e 2024
- Supercopa do Brasil de Futsal: vice-campeão em 2020 e terceiro colocado em 2023

## Elenco atual
Atualizado pela última vez em 18 de agosto de 2025.